# トーマス・スレード

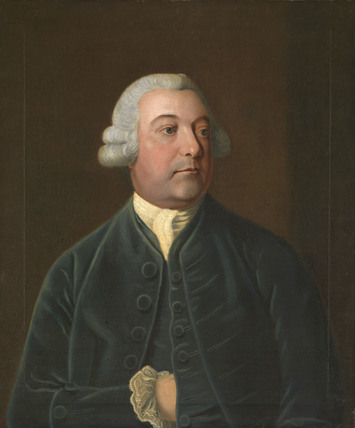
トーマス・スレード

トーマス・スレード（英: Sir Thomas Slade、?-1771年）は、イギリスの造船技師。代表作はトラファルガー海戦でネルソンの旗艦だったヴィクトリーである。

## 人物
大部分のイギリス海軍帆走軍艦の設計者達と同様に、トーマス・スレードのキャリアは王立造船所の船大工として始まった。彼は1744年にウリッジ造船所の船大工長補佐に、1750年11月22日にプリマス造船所の船大工長になる。（船大工長は造船所が扱うすべての建艦と修繕の責任を負う職である）1752年3月15日にはウリッジに戻って一時的に船大工長を務めた。6月17日にはチャタム造船所、翌1753年3月15日にはデットフォード造船所に赴任し、そこでの勤務は1755年8月5日まで続いた。
その後スレードは海軍卿ジョージ・アンソンにより艦艇監督官に任命される。彼は1771年に死ぬまでこの職にあった。スレードは最初の10年間はウィリアム・ベートリーと、1765年6月からはジョン・ウィリアムスとともに監督官を務めていたが、在職期間を通じて彼が先任者と見なされていた。
スレードは監督官としてイギリス海軍の74門戦列艦とフリゲートの一般的設計を作り出した。ダブリン級に始まる彼の74門艦はオーストリア継承戦争で捕獲されたフランスの同等艦に対抗するもので、イギリス艦艇設計の潮流を変化させた。少なくとも46隻の74門艦が彼の設計に基づいて建造されており、最後の1隻は1789年に進水した。
- スレードの生年月日は不詳である。
- 彼の遺言は1771年3月19日に検認されている。
- クイーンズランドのスレード岬(南緯21°04'、東経149°14')は彼にちなんだ名称である。